# Декабрьский переворот в Португалии (1917)

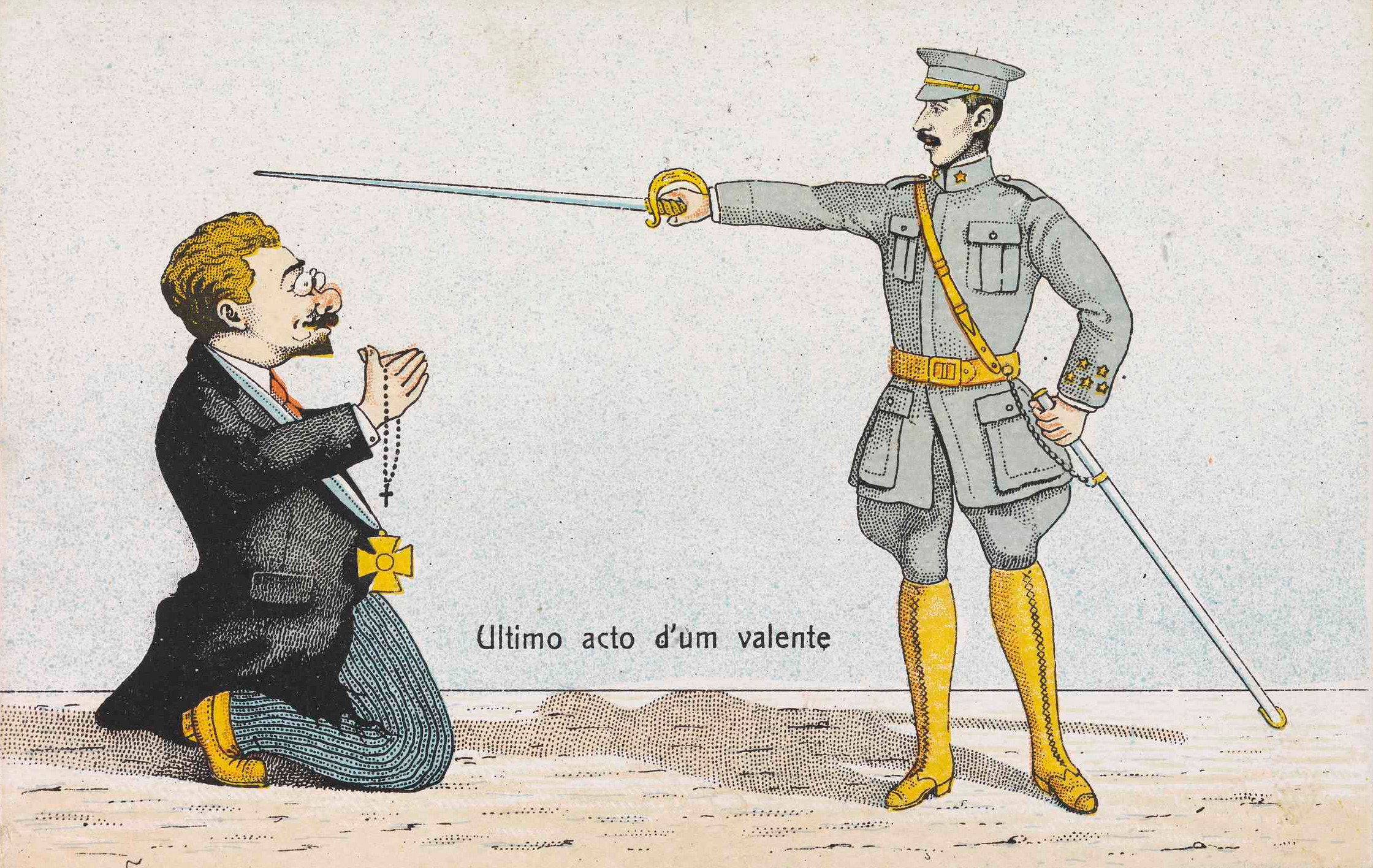
Открытка с карикатурой на приход к власти Сидониу Паиша

Декабрьский переворот в Португалии 1917 года (порт. Golpe de Estado de Dezembro de 1917) или Декабрьская революция — государственный переворот (военное восстание) под руководством Сидониу Паиша, осуществлённый в декабре 1917 года, с целью отобрать власть у Демократической партии, которая побеждала на всех выборах со времени Португальской революции 1910 года.
Участие Португалии в Первой мировой войне было непопулярным среди населения из-за его социальных и экономических последствий. Недовольство народа правительство пыталось сдержать с помощью репрессивных мер. Под руководством Сидониу Паиша, бывшего португальского посла в Берлине до марта 1916 г. и лидера оппозиции, возникает заговор всех политических сил против коалиции Демократической и Эволюционистской партий.
Воспользовавшись тем, что глава правительства Афонсу Кошта и министр иностранных дел находились за пределами страны, в ночь на 5 декабря 1917 года Сидониу Паиш при поддержке нескольких подразделений армии (около 2500 человек) занял в столице страны парк Эдуарда VII и основные подъездные улицы. Военный министр Жозе Нортон ди Матуш принял на себя командование правительственными силами (военно-морской арсенал, ВМФ, республиканская гвардия, финансовой гвардия, полиция и несколько армейских подразделений). 6 декабря военно-морской флот, расположенный на реке Тежу начал перестрелку с силами повстанцев, расположившимися в парке. Полиция не покидала своих участков, поэтому несколько домов и предприятий были разграблены. 7 декабря правительственные войска силами моряков и республиканской гвардии при поддержке артиллерии предприняли безуспешную попытку выбить повстанцев с территории парка Эдуарда VII. В результате трёхдневных боёв было 109 убитых и 500 раненых с обеих сторон.
8 декабря 1917 года правительство подало в отставку. Помещения офиса и дома лидеров Демократической партии были разграблены. Была создана военная хунта во главе с Сидониу Паишем, которая официально свергла президента, правительство и парламент. Военная хунта правила всего несколько дней, уступив 11 декабря место правительству во главе с Паишем.